# Psy (film)
Psy – polski film kryminalny z 1992 r. w reżyserii i według scenariusza Władysława Pasikowskiego, wyprodukowany przez Juliusza Machulskiego. Jego polska premiera odbyła się 20 listopada 1992 r. Osią fabularną filmu jest konfrontacja dawnych przyjaciół, dwóch dawnych funkcjonariuszy Służby Bezpieczeństwa, Franza Maurera (Bogusław Linda) i Ola Żwirskiego (Marek Kondrat), z których pierwszy został przeniesiony do policji kryminalnej, drugi zaś przystąpił do mafii. Konflikt pomiędzy nimi wzmaga również wspólne uczucie do siedemnastoletniej Angeli (Agnieszka Jaskółka).
Film stał się wielkim przebojem, gromadząc w kinach aż około 400 tysięcy widzów i zdobywając renomę filmu kultowego, a niektóre zawarte w nim dialogi weszły na stałe do potocznego języka polskiego. Swoją rolą Franza Maurera Linda wykreował nowy wizerunek aktorski. Pomimo że część krytyków traktowała film Pasikowskiego jako obrazoburczy, doceniano ów utwór za stronę warsztatową oraz odwołania nie tylko do polskiej transformacji ustrojowej, ale również do amerykańskiego kina gatunkowego. Na Festiwalu Polskich Filmów Fabularnych film Psy otrzymał pięć nagród (za reżyserię, montaż, muzykę oraz role Lindy i Jaskółki), a jego powodzenie w kinach skłoniło reżysera do kontynuacji losów Maurera w dwóch sequelach, zatytułowanych Psy 2. Ostatnia krew (1994) i Psy 3. W imię zasad (2020).

## Fabuła
Akcja filmu toczy się w 1990 r., wkrótce po zmianie ustroju. Przed komisją weryfikacyjną prowadzoną przez polityka Chrześcijańskiej Unii Jedności, senatora Wencla, staje były funkcjonariusz Służby Bezpieczeństwa, Franciszek „Franz” Maurer. Siedząc z zapalonym papierosem w ręku, nonszalancko odnosi się do członków komisji. Odpowiadając na pytania komisji, relacjonuje, jak w 1980 zabił strzałem w głowę innego funkcjonariusza, który zabił swą żonę i groził zabiciem córki. Pozytywnie zweryfikowany Maurer nocą pakuje teczki z dokumentami do ciężarówki. Następnie oddaje mocz pod siatką, za którą znajdują się szczekające psy, po czym warczy w ich stronę. Kolumna policyjna z byłymi funkcjonariuszami SB zatrzymuje się na wysypisku śmieci, a esbecy – między nimi Maurer oraz jego kolega Olgierd „Olo” Żwirski – palą dokumenty dotyczące operacyjnej działalności w sprawach politycznych.
Maurer wraca do nieumeblowanego domu, w którym mieszkał z żoną, wynosząc kolejne dokumenty, w tym fotografię swojej byłej żony i dziecka. W kuluarach urzędowych tymczasem Olo dowiaduje się, że musi się przeprowadzić w związku z utratą mieszkania służbowego. Przekazuje więc jedną z teczek Franzowi i daje mu zadanie odszukania i przesłuchania Angeli Wenz, córki zamordowanego przed laty księdza, która przebywa w domu dziecka. Kiedy są już razem, Franz zabiera ją do siebie i zwierza się jej, że odeszła od niego żona wraz z ich dzieckiem – „bo to zła kobieta była” i wyjechała do Stanów Zjednoczonych. Później Franz dołącza do byłych esbeków urządzających libację alkoholową w stołówce Służby Bezpieczeństwa przed kolejną akcją nocnego palenia teczek, nadzorowaną przez kapitana SB Tadeusza Stopczyka. Dołącza do nich nowo zatrudniony policjant, podporucznik Waldemar Morawiec, który zdążył usłyszeć o procederze niszczenia akt. Gdy esbecy wynoszą z restauracji pijanego oficera Kaniewskiego i śpiewają Balladę o Janku Wiśniewskim, Morawiec składa donos na temat przeprowadzanego palenia akt operacyjnych. Franz i Olo obwąchują Morawca, nazywając go „padliną”. Gdy już w mieszkaniu Franza dyskutują nad próbą uniknięcia odpowiedzialności, z zakupami przychodzi Angela i Franz przedstawia dziewczynę Olowi.
Gdy esbecy kończą palenie akt, Morawiec z ukrycia fotografuje przebieg procederu. Olo odbiera aparat fotograficzny młodemu policjantowi, zrzuca donosiciela z pagórka i grozi mu, mierząc w niego z pistoletu. Oskarża go o niezrozumienie sytuacji życiowej „walczących o życie pięćdziesięciu tysięcy” współpracowników Służby Bezpieczeństwa, których nowa władza w ramach „gry o stołki chce zagazować”. Na przesłuchaniu przed komisją Maurer bez problemu się broni, jednak w ramach zatuszowania sprawy Olo zostaje zwolniony z policji. Do jedzącego kolację Ola przysiada się prokurator Gross „Siwy”, były major SB, który proponuje mu pracę w półświatku przestępczym. Zakończywszy spotkanie z Olem, Gross w innej restauracji omawia z agentami Stasi interesy, oferując im współpracę w handlu polską amfetaminą, zamiast z braćmi Słabymi, producentami amfetaminy i polskimi monopolistami w tej branźy. Gross chce przejąć rynek wyrobu amfetaminy i jej przerzut na Zachód, więc oferuje się jako bezpieczniejszy kontrahent. Po pewnym czasie banda Grossa ze szczególnym okrucieństwem zabija człowieka Niemca, wydobywając od niego termin przybycia łącznika, a ciało Niemca zostaje wrzucone do rzeki. Tymczasem policja kryminalna, do której zostają przeniesieni dawni esbecy, ma za zadanie rozpracować szajkę przemytników samochodów, której spotkanie planowane jest w motelu „Max”. Skonfliktowani z organizującym akcję Morawcem, nie okazują jednak entuzjazmu dla swego zadania. Amatorskie przeprowadzenie akcji zarówno przez nowych policjantów, jak i byłych esbeków wywołuje masakrę większości grupy operacyjnej. Kiedy Morawiec dowiaduje się w szpitalu o losie swych kolegów, wrzeszczy w stronę Maurera, który nie wywiązał się należycie z zadania. Następnie demoluje z wściekłości wyposażenie w korytarzu szpitala. Wróciwszy do domu, Maurer uprawia seks z Angelą, chociaż wcześniej odmawiał jej namowom.
Franz chce „zrobić porządek” z winnymi strzelaniny w motelu. Próbuje przekonać Ola do współpracy i podpytuje go o łapownika Jaworskiego. Olo zasięga informacji u Grossa, jednak nie rezygnuje ze współpracy z szajką Grossa, dzięki czemu dostaje nowe mieszkanie. Następnie szajka Grossa śledzi braci Słabych, a Olo dostaje zadanie przejęcia jednego z pracowników Słabych, „Chemika”, wybitnego specjalisty od produkcji narkotyku. „Chemik” jest osadzony w areszcie, jednak Gross za pośrednictwem Ola przekupuje odpowiedniego prokuratora i „Chemik” odzyskuje wolność. Olo rozpoczyna swoją grę, polegającą na przechytrzeniu i wysadzeniu z interesu Grossa. W tym celu postanawia przejąć całkowitą kontrolę nad „Chemikiem”. Tymczasem żona Franza przez pełnomocnika sprzedaje dom, toteż Olo daje mu pieniądze i zdradza informacje o „Chemiku”. Ten zostaje brutalnie pobity przez Franza, po czym zdradza mu swoje koneksje z prokuratorem Nawrockim. Na koniec Franz aresztuje „Chemika”. Wściekły Gross każe Olowi zataić informację o przejęciu „Chemika” oraz przekupić Franza: „Franzowi powiesz, że albo »Chemik« będzie wolny, albo on martwy”. Franz podczas kolejnej rozmowy z Olem okazuje się nieprzekupny, jednak Angela, której imponuje zamożność Żwirskiego, potajemnie przeprowadza się niebawem do niego. Gross, dowiedziawszy się o nieprzekupności Maurera, decyduje się osobiście rozprawić z Franzem, przedtem jednak zleca Olowi zabicie młodszego z braci Słabych, Zenona. Angela podczas rozmowy telefonicznej mówi Maurerowi, że sypia z Olem. Ten zaskoczony tą podwójną zdradą, przyjaciela i ukochanej, odpowiada na to: „Nie chce mi się z tobą gadać” i odkłada słuchawkę telefonu. Tymczasem Olo porywa młodszego Słabego, wrzuca do samochodu, wywozi na odludzie i strzela do niego. Gdy ten ranny próbuje uciec, inny gangster uczestniczący w porwaniu, oblewa przeciwnika ropą i próbuje podpalić. Widząc to, wzburzony Olo zabija gangstera i dokonuje ostatecznej egzekucji porwanego. W trakcie nocnego powrotu Franza do swojej kamienicy ludzie Grossa usiłują przeprowadzić jego egzekucję. Wywiązuje się strzelanina, a Morawiec zostaje potrącony samochodem przez szajkę Grossa. Jest ranny, ale udaje mu się przeżyć. W zemście za to Maurer poddaje torturom przebywającego w szpitalu Nawrockiego, od którego dowiaduje się o udziale Ola w morderstwie.
Franz ponownie staje przed komisją weryfikacyjną Wencla i uprzedzając oficjalne postanowienie komisji, rezygnuje z pracy w Policji, kładąc przed przewodniczącym komisji swoją broń służbową. Odwiedza w szpitalu pokiereszowanego Morawca. Porywa „Chemika” opuszczającego areszt i w bagażniku wartburga dostarcza go Marianowi Słabemu, ostrzegając producenta amfetaminy o możliwym zamachu na jego życie i oferując mu swe usługi: „Usunę ich za pół balona. [...] Sam. [...] A zabiję ich wszystkich”. Franz z pomocą handlarza bronią Radosława Wolfa zdobywa od radzieckiego żołnierza karabinek AK. Gdy rosyjska mafia „Rewizora” umawia się z bandą Grossa pod fabryką Mariana Słabego, obie wpadają w zasadzkę zastawioną przez Maurera. Ten zabija Grossa serią z karabinka, po czym wkracza do fabryki i poluje na Ola. Zaskoczywszy dawnego przyjaciela, w akcie osobistej zemsty za romans z „jego kobietą” odstrzeliwuje mu głowę, tłumacząc to „zasadami”. Próbuje popełnić samobójstwo, ale okazuje się, że magazynek jest już pusty. Po pewnym czasie Franz zostaje odwiedzony w więzieniu przez Angelę. Na widzeniu, zamieniwszy z nią parę słów, stwierdza ponownie: „Nie chce mi się z tobą gadać” i wraca do celi.

## Obsada
Źródło: FilmPolski.pl

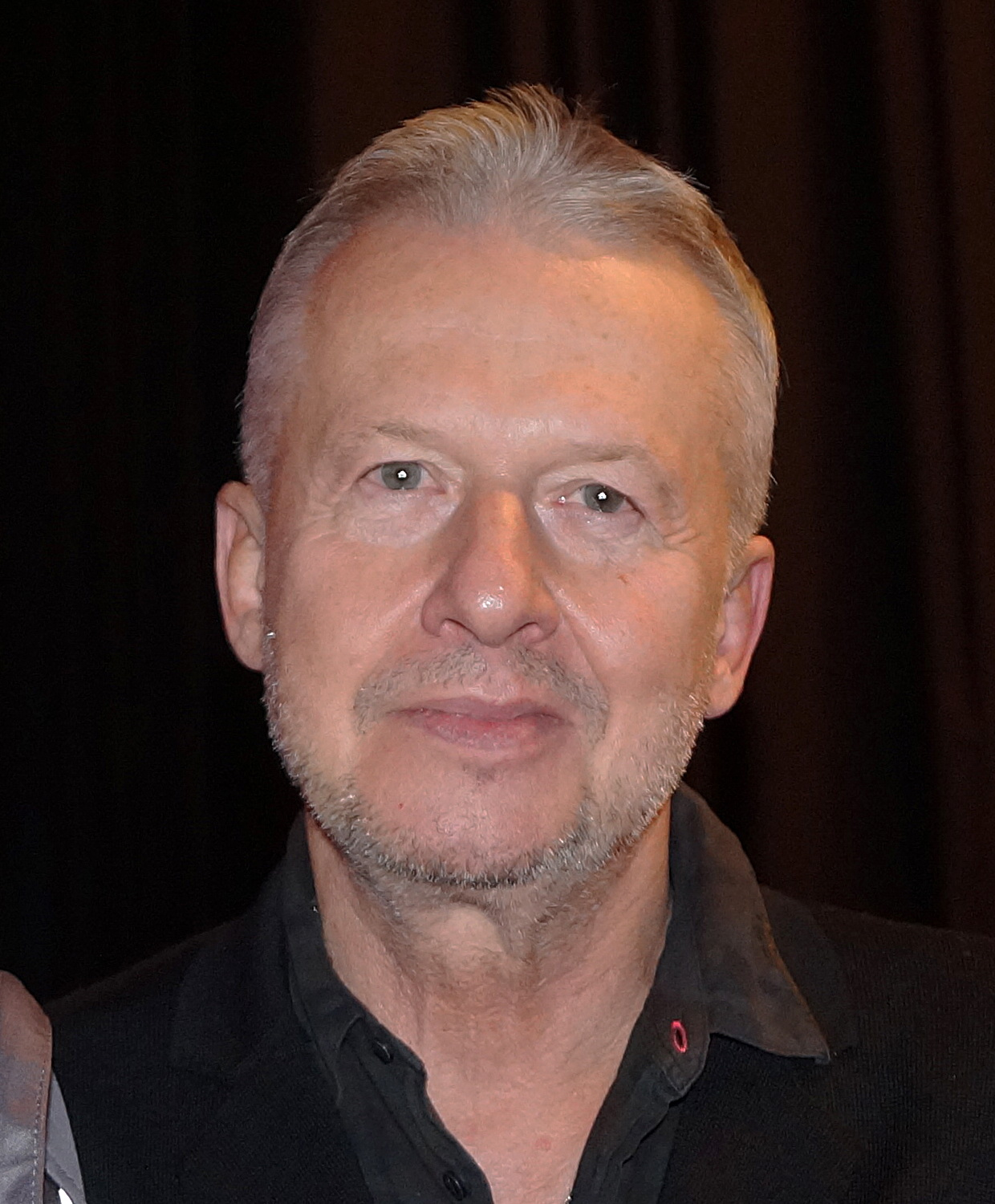
Bogusław Linda, odtwórca roli Franza

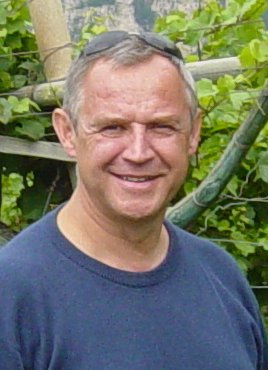
Marek Kondrat, odtwórca roli Olgierda

- Bogusław Linda – por. Franciszek „Franz” Maurer
- Marek Kondrat – por. Olgierd „Olo” Żwirski
- Janusz Gajos – b. mjr SB „Siwy” Gross
- Hanna Dunowska – żona Grossa; nie występuje w napisach
- Cezary Pazura – ppor. Waldemar „Nowy” Morawiec
- Agnieszka Jaskółka – Angela Wenz
- Edward Linde-Lubaszenko – kpt. SB Tadeusz Stopczyk
- Zbigniew Zapasiewicz – senator Wencel
- Ryszard Pietruski – adwokat Jaromił
- Sławomir Orzechowski – poseł Rutecki
- Jan Machulski – mjr SB Walenda
- Olaf Lubaszenko – Krzysztof „Młody”
- Tadeusz Szymków – Jerzyk
- Marek Frąckowiak – Kazek
- Ryszard Fischbach – „Dziadek”
- Zbigniew Bielski – Kaniewski
- Witold Bieliński – „Student”
- Aleksander Bednarz – mjr Stanisław Bień
- Jerzy Bończak – Roman „Chemik” Bluszcz
- Tadeusz Huk – Marian „Wielki” Słaby
- Dariusz Odija – Zenon Słaby
- Maciej Kozłowski – Barański
- Andrzej Musiał – Ochocki
- Artur Żmijewski – Radosław Wolf
- Jan Pyjor – Niemiec ze Stasi, handlarz amfetaminy
- Andrzej Jurczak
- Jerzy Zass – „Rewizor”
- Edyta Olszówka – pielęgniarka w szpitalu
- Tomasz Dedek – Wawro
- Mariusz Pilawski – wychowawca w domu dziecka
- Tadeusz Falana – Holender zabity przez Grossa
- Wojciech Magnuski – Jaworski
- Aleksander Fabisiak – Nawrocki
- Marek Kasprzyk

## Produkcja
Psy zostały wyprodukowane w Studiu Filmowym „Zebra”, kierowanym przez Juliusza Machulskiego. Pomysł na realizację filmu o funkcjonariuszu Służby Bezpieczeństwa wyszedł od aktora Olafa Lubaszenki, który po roli w filmie Kroll (1991) w luźnej rozmowie zaproponował reżyserowi Władysławowi Pasikowskiemu stworzenie filmu o tej tematyce. Pasikowski wraz z operatorem Pawłem Edelmanem zamierzał przeciwstawić się dominującym w dwóch poprzednich dekadach konwencjom kina moralnego niepokoju. Ów nurt dla Pasikowskiego był „powodem bólu i zgrzytania zębami. […] Ci docenci siedzący w M2 i pijący szklankami kawę…”  Pasikowski miał zamiar stworzyć film, „który będzie inaczej opowiadany, fotografowany i montowany […], taki bardziej amerykański” . Pierwotnie film miał nosić tytuł Policjanci z Warszawy, na podobieństwo amerykańskiego serialu Policjanci z Miami. Jednakże Machulski nie zgodził się na proste przyjęcie konwencji rodem z kina amerykańskiego. Machulski zaproponował Pasikowskiemu, aby ten osadził swój scenariusz w polskiej rzeczywistości po transformacji ustrojowej . W efekcie, jak podkreślał Pasikowski, „wybór ubeka na bohatera przesunął ciężar gatunkowy. Do policyjnej historyjki dopisałem politykę i kilka znanych później scen. Historia stała się inna” . Jak wspominał po latach reżyser Psów, celem nakręcenia filmu było również oddzielenie grubą kreską wydarzeń zachodzących przed transformacją ustrojową od współczesnych: „chodziło o to, żeby nie zamykać w obozach półtora miliona ludzi należących do PZPR i nie stawiać solidarnościowców na wieżyczkach” .
Film został dofinansowany przez Agencję Produkcji Filmowej, której eksperci burzliwie debatowali przedtem nad projektem. Wojciech Marczewski, jeden ze specjalistów AFP, wystawił filmowi negatywną ocenę popartą następującymi słowami: „Jeżeli z tego wszystkiego ma wyniknąć opowieść o pozytywnym UB-eku, to trzeba by zmienić niemal wszystko. W formie, jak to przedstawia scenariusz, jest to głupie, nieprawdziwe i nieuczciwe!” Maciej Iłowiecki zwracał uwagę, że film „uromantycznia ubecję”, a Edward Żebrowski podkreślał wady scenariuszowe filmu. Przeważyła jednak pozytywna opinia pięciorga innych ekspertów: Tomasza Dąbali, Tadeusza Drewna, Alicji Faber, Andrzeja Zaporowskiego i Jana Kłossowicza, którzy zarekomendowali dopuszczenie projektu do realizacji.
Główną rolę Franza Maurera zagrał Bogusław Linda, który w momencie transformacji ustrojowej zmienił swój wizerunek aktorski (dotąd był kojarzony z kinem moralnego niepokoju) . Linda pomagał Pasikowskiemu w pisaniu dialogów do filmu , a swój kreatywny wkład w produkcję Psów wniósł również Cezary Pazura. Gdy Pasikowski poróżnił się z Edelmanem w trakcie prac zdjęciowych nad filmem, a Pazura miał za zadanie zagrać w jednym dublu scenę w szpitalu przed powrotem do Teatru Ochoty, odtwórca roli Nowego zdemolował korytarz szpitalny. Zdaniem Pazury „przełożyło się to na scenę, która wyszła brawurowo i naturalnie”. Za plenery do filmu posłużyły więzienie w Piotrkowie Trybunalskim, gmachy Politechniki Łódzkiej oraz Wydziału Włókiennictwa Akademii Sztuk Pięknych w Łodzi, gmachy przy ulicy Rakowieckiej w Warszawie oraz Tworzyjanki. Muzykę do Psów skomponował Michał Lorenc. Premiera filmu w Polsce odbyła się 20 listopada 1992.

### Wydania
W 1992 roku ukazała się wersja Psów na nośnik VHS, wydana przez warszawski ABox. W 2001 roku nakładem wydawnictwa ITI Home Video opublikowana została edycja filmu na nośnik DVD. Zawierała ona również materiał dodatkowy o kulisach powstania filmu. W 2014 roku odbyła się premiera odrestaurowanej wersji Psów. Za rekonstrukcję filmu – wykonaną przez pięcioosobowy zespół – odpowiadało Cyfrowe Repozytorium Filmowe. W ramach zabiegu odnowienia filmu dokonano między innymi stabilizacji trzęsącego się obrazu i usunięcia migotania, korekcję barwną klatek oraz odświeżenia ścieżki dźwiękowej . Odnowiona wersja Psów ukazała się w 2016 roku na płytach DVD nakładem wydawnictwa Best Film, ze ścieżką dźwiękową w formacie Dolby Digital 5.1.

## Odbiór

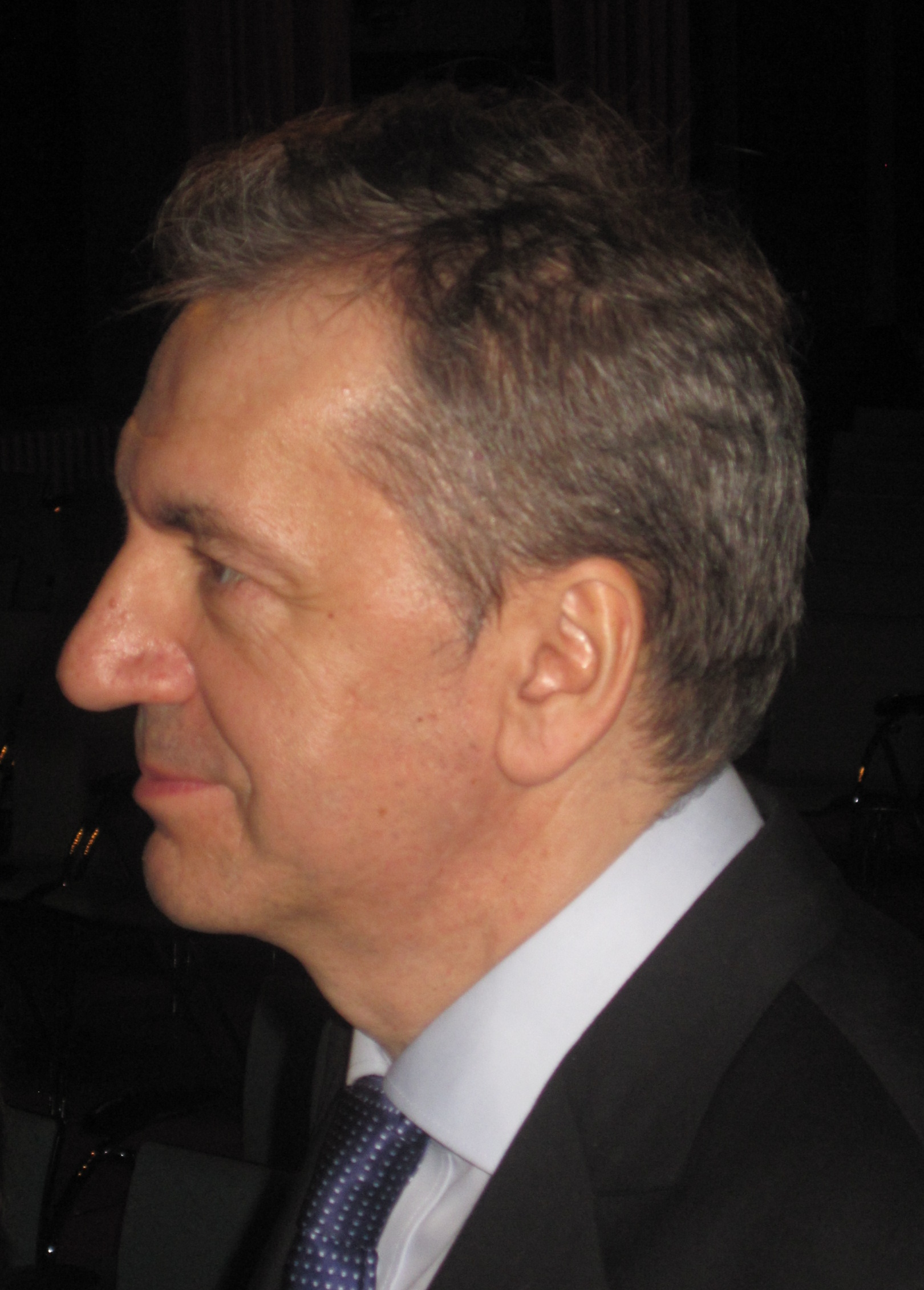
Władysław Pasikowski, reżyser filmu (2014)

Psy okazały się wielkim sukcesem komercyjnym, gromadząc przed ekranami kin około 400 tysięcy widzów. Zarazem wzbudziły w Polsce wiele kontrowersji, czego wyrazem była zdaniem Mirosława Przylipiaka i Jerzego Szyłaka „bluźniercza” scena, w której grupa pijanych esbeków na ramionach niesie swojego najbardziej pijanego kolegę, śpiewając Balladę o Janku Wiśniewskim, będącą pierwotnie reakcją na wydarzenia grudnia 1970 i znaną jako hymn „Solidarności”. Jak zauważał Tadeusz Lubelski, podobnie skandalizujących scen było więcej, na przykład morderstwo dokonane przez Ola przywoływało na myśl zabójstwo księdza Jerzego Popiełuszki. Bohaterowie Psów szokowali stylem życia, który podobał się nowemu pokoleniu widzów, jednocześnie zaś film ten wyrażał pogardę dla dotychczasowej mitologii polskiego kina.
Marek Pacewicz z „Kuriera Porannego” diagnozował film jako obraz „naszej nowej rzeczywistości po roku 1981”, której wizja w Psach dla widowni pozytywnie odbierającej transformację ustrojową „będzie trudna do przełknięcia”. Włodzimierz Jurasz twierdził, że film Pasikowskiego „pozostawia w widzu pewien niedosyt, burzy jego dobre samopoczucie […], przypominając, że tacy ludzie, ci ludzie [esbecy] żyją wśród nas”. Maria Terlecka chwaliła pierwszą część filmu za wyrazisty obraz transformacji ustrojowej, zarzucała jednak Psom niezręcznie poprowadzoną część drugą, w której reżyser „tak mocno gmatwa akcję, że można pogubić się już, kto z kim spiskuje i o co ta gra się toczy”. Według Dobrochny Dabert sukces filmu Pasikowskiego stanowił dowód, że „do nowej, młodej publiczności nie można mówić starym językiem”. Pojawiał się przy tym szereg interpretacji filmu w kontekście amerykańskiego kina kryminalnego. Michael Stevenson w analizie Psów dostrzegł związki filmu Pasikowskiego z europejską tradycją kina noir, które pozwalały „połączyć egzystencjalistyczne znaczenie gatunku z wymogami polskiego kontekstu z 1992 roku”. Według Damiana Jankowskiego scena, w której Franz składa przed komisją odznakę i w milczeniu opuszcza salę przesłuchań, stanowi aluzję do Brudnego Harry’ego (1971) w reżyserii Dona Siegela, ale również do Bez znieczulenia (1978) Andrzeja Wajdy. Zdaniem Rafała Chwały „Pasikowski zgrabnie i przekonująco łączy elementy amerykańskiego kina akcji (mamy tu pościgi, strzelaniny, eksplozje – czyli całą paletę środków wywiedzionych wprost z rasowego filmu sensacyjnego) z interesującym portretem Polski tamtych czasów” . Co więcej, według Katarzyny Taras – podobnie jak w równie brutalnym Krollu Pasikowskiego – konwencjonalna dla kina kryminalnego fabuła Psów ulega upoetycznieniu dzięki często stosowanym zbliżeniom twarzy postaci.
Dla odmiany Jerzy Pilch w recenzji dla „Tygodnika Powszechnego” zarzucał filmowi Pasikowskiego, iż ten buduje swoją popularność na grubiaństwach językowych i obsceniczności. Lech Niedzielski z „Gazety Wyborczej” kpił z użytych w Psach wulgarnych sformułowań jako przejawu „lotności artysty”. Decyzję o uhonorowaniu Psów pięcioma nagrodami na Festiwalu Polskich Filmów Fabularnych w „Życiu Codziennym” komentowano natomiast jako „werdykt pod znakiem psów”. Andrzej Werner popularność Psów tłumaczył „kokietowaniem młodej widowni, która, choćby na zasadzie młodzieńczego buntu, zdecydowanie odrzuca wszystko to, co jest związane z etosem «Solidarności», a wydarzenia np. z grudnia 1970 są dla niej równie odległe jak bitwa pod Grunwaldem”. Andrzej Szmak z pisma „Wprost” pisał emocjonalnie, iż Psy fałszywie romantyzują granego przez Lindę esbeka. Szmak porównał postać Maurera z Maćkiem Chełmickim z Popiołu i diamentu (1958) Wajdy. Zdaniem Szmaka funkcjonariusze Służby Bezpieczeństwa mieli przede wszystkim „charakter podłego, obślizgłego sk...syna posługującego się szantażem i prowokacją. A niczego takiego nie ma w charakterze kreowanym przez Lindę”. Również zdaniem Karoliny Dzieniszewskiej rola Bogusława Lindy trawestowała rolę odegraną przez Zbigniewa Cybulskiego w Popiele i diamencie . Sam Wajda komentował film Pasikowskiego następująco: „Pasikowski jako taki specjalnie mnie nie interesuje. Natomiast interesuje mnie jego publiczność. Bo on coś wie o tej publiczności, czego ja nie tylko nie wiem, ale może nawet nie chciałbym wiedzieć”.

## Znaczenie
Spuścizna Psów jest różnie oceniana przez polonistów oraz filmoznawców. Mateusz Werner twierdził: „Publicystyczna wrzawa wokół Psów wydaje mi się czymś śmiesznym i żałosnym. Zrozumiała jest o tyle, iż w momencie gwałtownej zapaści polskiej kinematografii […] pojawiły się filmy przyciągające do pustych kin masową widownię”. Zdaniem Tomasza Lisowskiego wątek publicystyczny Psów stał się już nieaktualny, albowiem „realia życia politycznego zmieniły się przecież do tego stopnia, że partia, która mogła być protoplastką dla filmowej Chrześcijańskiej Unii Jedności, nie oddziałuje już z taką siłą na życie polityczne”. Lisowski podkreślał jednak, że popularność Psów bierze się przede wszystkim z języka ekranowych postaci, który wciąż okazuje się dla widowni interesujący: „Szczekania Psów można nie lubić, ale nie sposób go nie słyszeć”.
W odmiennym, bardziej pozytywnym tonie, Bożena Janicka dla „Kina” pisała, iż Pasikowski zrealizował „atrakcyjny film” znakomicie podsumowujący ówczesną epokę, w której powszechne było palenie teczek z aktami funkcjonariuszy Służby Bezpieczeństwa, korupcja prokuratorów tudzież nieprzygotowanie policji kryminalnej do walki z szalejącą przestępczością – „wszystko krzyczało z ekranu: przecież to prawda!”. Przylipiak i Szyłak podobnie komentowali olbrzymią popularność Psów, twierdząc iż w obliczu gwałtownej zmiany systemu film Pasikowskiego mógł wyrażać niepokoje społeczne związane nie tylko z utratą wsparcia materialnego, ale również z cynizmem nowej władzy: „jeżeli [widz] z goryczą uważał, że «nic się nie zmieniło», Solidarność zdradziła, nowa władza po prostu «dorwała się do żłobu», że trzeba wyrwać, co się da, postępując bezwzględnie, kierując się własnym interesem, a nie żadnym kodeksem wartości, […] to Psy mogły być jego filmem”. Andrzej Leder traktował film Pasikowskiego jako diagnozę rozpadu wspólnotowych odruchów w Polsce na rzecz nowoczesnego indywidualizmu, w którym „fakt udziału dawnych kadr reżimu w tworzeniu się nowego ekonomicznego ustroju nie ma żadnego znaczenia” – albowiem dawni wspólnotowi bohaterowie szybko się demoralizują, natomiast „dawni łajdacy czasem (choć rzadko) będą bronić jakiegoś elementarnego porządku” .

Szczególne znaczenie miała również uosabiana przez Lindę postać Maurera. Jak pisała Grażyna Stachówna, główny bohater Psów „wystylizowany został na hollywoodzkiego losera […] w typie Philipa Marlowe’a […] czy Sama Spade’a”. Co więcej, zdaniem Stachówny persona Maurera zdobyła popularność wśród publiczności, ponieważ: 
W gruncie rzeczy pod maską twardziela i macho ukrywa się zmęczony, smutny i cierpiący mężczyzna, który jest też sentymentalny i czasem potrafi to okazać. […] [Franz Maurer] był ucieleśnieniem dojrzałego, z pozoru cynicznego, twardego faceta, który potrafi zarówno sprawnie się bronić, jak i atakować, manifestować dystans wobec nowej rzeczywistości i pogardę dla chwastów, lecz zachowywać przy tym ujmującą wrażliwość i poczucie zasad. Maurer stał się idolem młodych widzów, gdyż wyraził ich niepokój wobec rzeczywistości – wrogiej i skorumpowanej, frustrację z powodu nowych reguł postępowania zaczynających dominować w życiu społecznym, ujawnił obłudę instytucji i polityków oraz ucieleśnił nowy w polskim kinie typ męskości – agresywny i zdobywczy, brutalny i okrutny, ale także lojalny i opiekuńczy.
Psy utorowały drogę dla nurtu nazywanego kinem bandyckim, które reprezentowały – oprócz filmów Pasikowskiego – także filmy takie jak Balanga (1993) Łukasza Wylężałka, Miasto prywatne (1994) Jacka Skalskiego, Młode wilki (1995) oraz Młode wilki ½ (1997) Jarosława Żamojdy, wreszcie zaś Tato (1995) i Sara (1997) Macieja Ślesickiego. Psy zarazem stanowiły szczytowy punkt w rozwoju kariery Bogusława Lindy , nazywanego „Bogie” na podobieństwo Humphreya Bogarta, którego „maska cynika kryła rozpacz i tęsknotę za wartościami”; zapoczątkowały też zmianę wizerunku Marka Kondrata, dotąd utożsamianego z rolami zniewieściałych młodzieńców, a dzięki temu filmowi w świadomości widzów zaistniał również Cezary Pazura. Sukces Psów spowodował, że w 1994 r. Pasikowski nakręcił kontynuację filmu pod tytułem Psy 2. Ostatnia krew, natomiast w 2020 ukazała się trzecia część serii zatytułowana Psy 3. W imię zasad . Na podstawie oryginalnego scenariusza filmu w 1993 powstała również powieść sensacyjna pióra Adama Bora.

## Nagrody
| Rok  | Organizator                                      | Nagroda                                                             | Odbiorca                      |
| ---- | ------------------------------------------------ | ------------------------------------------------------------------- | ----------------------------- |
| 1992 | 17. Festiwal Polskich Filmów Fabularnych w Gdyni | Nagroda za reżyserię                                                | Władysław Pasikowski          |
| 1992 | 17. Festiwal Polskich Filmów Fabularnych w Gdyni | Nagroda za rolę męską                                               | Bogusław Linda                |
| 1992 | 17. Festiwal Polskich Filmów Fabularnych w Gdyni | Nagroda za drugoplanową rolę żeńską                                 | Agnieszka Jaskółka            |
| 1992 | 17. Festiwal Polskich Filmów Fabularnych w Gdyni | Nagroda za muzykę                                                   | Michał Lorenc                 |
| 1992 | 17. Festiwal Polskich Filmów Fabularnych w Gdyni | Nagroda za montaż                                                   | Wanda Zeman Zbigniew Niciński |
| 1993 | Czasopismo „Film”                                | Złota Kaczka za najlepszy film polski                               | Władysław Pasikowski          |
| 1994 | Festiwal Kina Akcji i Przygody w Valenciennes    | Nagroda za reżyserię                                                | Władysław Pasikowski          |
| 1994 | Festiwal Kina Akcji i Przygody w Valenciennes    | Nagroda aktorska                                                    | Bogusław Linda                |
| 2012 | Czasopismo „Film”                                | Złota Kaczka dla najlepszego polskiego filmu sensacyjnego           | Władysław Pasikowski          |
| 2012 | Czasopismo „Film”                                | Złota Kaczka dla najlepszego aktora w polskich filmach sensacyjnych | Bogusław Linda                |